# Road Carrying Company
Road Carrying Company Ltd. war ein britischer Händler und Hersteller von Automobilen.

## Unternehmensgeschichte
Das Unternehmen aus Liverpool vertrieb 1903 unter Leitung von Edward Shrapnell Smith Kraftfahrzeuge. 1906 begann die Produktion von Automobilen. Der Markenname lautete RCC. Im gleichen Jahr endete die Produktion.

## Vertrieb
Auf der Liverpool Show im Februar 1903 präsentierte das Unternehmen über zwanzig Fahrzeuge der Hersteller Daimler Motor Company, Daimler-Motoren-Gesellschaft, De Dietrich, Georges Richard, Lanchester Motor Company, Panhard & Levassor, Locomobile, Oldsmobile, Motor Manufacturing Company, De Dion-Bouton und Eagle Engineering.

## Produktion
Das einzige Modell war der 6 HP. Die Werbung für das Fahrzeug lautete: Für den Mann mit bescheidenen Mitteln.